# Douanewetboek van de Unie
Het Douanewetboek van de Unie, afgekort DWU, is de verordening van de Europese Unie waarin alle douaneregelgeving van de Europese Unie, is opgenomen. In het DWU zijn alle oorspronkelijke Europese verordeningen en Europese richtlijnen betreffende de douane geïntegreerd.  Als verordening maakt het rechtstreeks deel uit van de rechtsorde van de bij de EU aangesloten lidstaten.